# Laurus novocanariensis
Laurus novocanariensis Rivas Mart., Lousã, Fern.Prieto, E.Días, J.C.Costa & C.Aguiar, conocido en castellano como loro o laurel canario, es una especie de árbol perenne de la familia de las Lauraceae. Es originaria de Macaronesia y noroeste de África, siendo uno de los componentes principales del bosque de laurisilva atlántica.
Anteriormente era considerado como Laurus azorica (Seub.) Franco.
De manera tradicional ha tenido uso maderero, medicinal y culinario.

## Descripción
Es un árbol perennifolio de hasta 20 m de altura, muy ramificado, de copa bastante densa, con tronco y ramas de verde a gris. Los brotes son de color castaño. Hojas de 5 a 17 cm pecioladas y en disposición alterna de forma variable: ovadas oblongas, elípticas, lanceoladas... y coriáceas, de color verde intenso y brillante, más por el haz que por el envés. Poseen glándulas pequeñas en las axilas del raquis y de los nervios laterales. 
Es una especie dioica, es decir, hay individuos femeninos, cuyas flores son las que llevan fruto, y ejemplares masculinos, cuyas flores se caracterizan por tener muchos estambres. Las flores son pequeñas, blancoamarillentas y dispuestas en cimas axilares.
Los frutos son ovoides, de 1-1,5 cm, y adquieren un color negro al madurar.
Florece de noviembre a abril. Al tratarse de una planta dioica para que la semilla quede fertilizada y sea viable es necesario que se encuentren en una misma población ejemplares masculinos y femeninos.
Cariología
L. novocanariensis presenta un número de cromosomas de 2n=36.

## Ecología

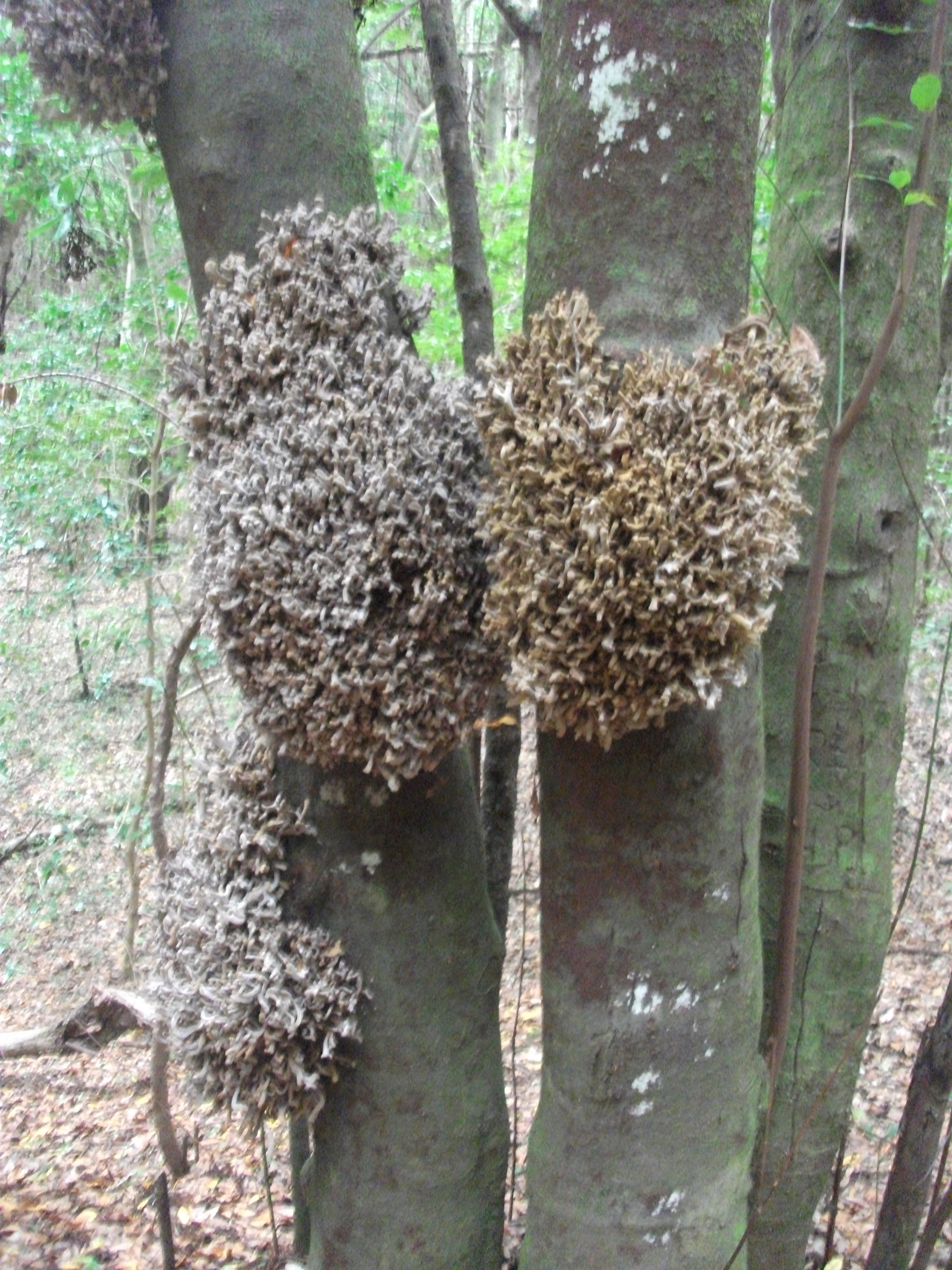
Laurel parasitado por el hongo Laurobasidium lauri, conocido como madre del loro.

Es una especie nativa de los archipiélagos macaronésicos de Canarias ―España― y Madeira ―Portugal―, hallándose también en el suroeste de Marruecos.
En Canarias es frecuente en las áreas forestales de El Hierro, La Palma, La Gomera y Tenerife. En la isla de Gran Canaria su presencia se reduce a algunas localidades del norte. En Fuerteventura aún pervivía un ejemplar en la década de 1930 en el entorno del Pico de la Zarza que desapareció posteriormente. No existen pruebas de su presencia en Lanzarote. En las islas occidentales es componente principal de la comunidad vegetal denominada Lauro novocanariensis-Perseetum indicae o monteverde húmedo, y que se caracteriza por ser un bosque denso de talla alta. La especie es además indicativa de la distribución original de la laurisilva.
En Madeira solo se localiza en la isla homónima, considerándose extinta en Porto Santo. Crece entre los 100-1500 m, siendo común en todas las formaciones boscosas de la isla.
En Marruecos se encuentra de manera relíctica en las montañas del suroeste del país. Aquí crece a una altitud de unos 1850 m s. n. m., participando en los bosques caducifolios de Quercus canariensis Willd. y Quercus rotundifolia Lam..
En los troncos de esta especie es común encontrar las cecidias producidas por la acción del hongo específico Laurobasidium laurii (Geyler) Jülich, conocido popularmente en Canarias como madre del loro.

## Diversidad
Se reconoce una variedad de esta especie, provisionalmente aceptada:
- L. novocanariensis var. longifolia (Kuntze), propia de Madeira.

## Taxonomía

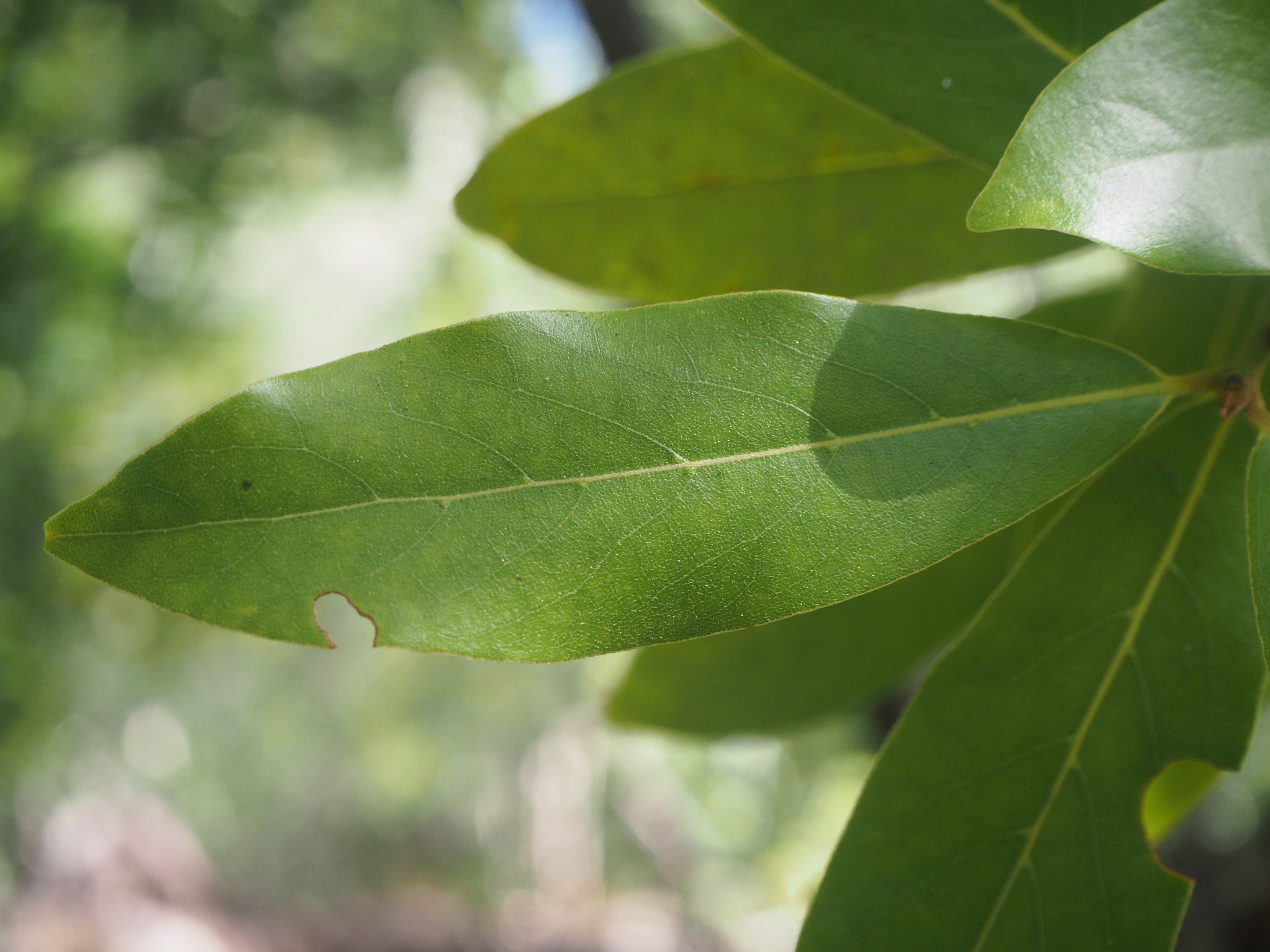
Detalle de la hoja, donde se pueden observar las glándulas características.

Este taxón fue descrito y publicado originalmente como Laurus canariensis por Philip Barker Webb y Sabin Berthelot en Histoire Naturelle des Iles Canaries en 1846. Posteriormente fue renombrada e incluida como Laurus azorica por el botánico portugués João Manuel Antonio do Amaral Franco en Anais. Instituto Superior de Agronomia en 1960.
Finalmente, debido a las diferencias observadas sobre todo en los datos moleculares del genoma del cloroplasto se consideró al taxón como una especie separada. Así, fue renominada por el equipo formado por los investigadores Salvador Rivas Martínez, Mário Fernandes Lousã, José Antonio Fernández Prieto, Eduardo Días, José Carlos Augusta da Costa y Carlos Aguiar como L. novocanariensis, siendo publicado el cambio taxonómico en Itinera Geobotanica en 2002.
Etimología
- Laurus: nombre genérico derivado de la denominación latina antigua del laurel común.[16]
- novocanariensis: epíteto que hace referencia al nuevo nombre con que se conoce esta especie.[17]

Sinonimia
Presenta los siguientes sinónimos:
- Laurus azorica f. grandifolia P.Silva & Q.J.P.Silva
- Laurus canariensis Webb & Berthel
- Laurus magnoliifolia Cav.

La variedad longifolia:
- Laurus azorica subsp. longifolia (Kuntze) Kunkel
- Laurus azorica subsp. lutea (Menezes) A.Hansen
- Laurus azorica var. longifolia (Kuntze) G.Kunkel
- Laurus azorica var. lutea (Menezes) A.Hans.
- Laurus canariensis var. lutea Menezes

## Importancia económica y cultural
Se ha constatado arqueológicamente el aprovechamiento que los aborígenes de Tenerife hacían de la madera de L. novocanariensis para la confección de armas y varas. Asimismo, se ha descubierto el uso por parte de los aborígenes de Gran Canaria de las hojas como repelente de insectos en sus graneros colectivos.
Tras la conquista y colonización europeas de las islas, la madera de L. novocanariensis fue una de las más explotadas. Con ella se alimentaron los ingenios azucareros, y era utilizada para la construcción, la fabricación de aperos de labranza y para producir carbón vegetal.
Sus hojas y frutos, así como el aceite extraído de estos, han sido utilizados en medicina popular tanto en Canarias como en Madeira debido a sus múltiples propiedades.
En el archipiélago canario también se utilizan las hojas de los ejemplares femeninos como condimento, si bien poseen una calidad inferior a las del laurel común.
Posee cierto uso como planta ornamental en parques y jardines públicos.

## Estado de conservación
Se encuentra catalogada como especie bajo preocupación menor en la Lista Roja de la UICN.
Su aprovechamiento está regulado a nivel de la Comunidad Autónoma de Canarias al incluirse en el Anexo III de la Orden de 20 de febrero de 1991 sobre protección de especies de la flora vascular silvestre.

## Nombres comunes
En Canarias se conocido como loro o laurel, haciéndose en algunas zonas de las islas la distinción entre ejemplares masculinos y femeninos, dándoseles el nombre de loro a los primeros y de laurel a los segundos.
La forma loro es un canarismo de origen portugués que llegó a Canarias vía las islas de Madeira y Azores, donde se lo conoce como louro, loureiro, louro-da-terra o louro-de-cheiro.
Abundante en la toponimia insular canaria, sobre todo la forma loro, da nombre a algunos núcleos de población como Los Loros en Vallehermoso, Barranco del Laurel en Moya, Fuente del Laurel en Arucas o Los Laureles en Tegueste.